# Thelypteris confluens
Thelypteris confluens là một loài thực vật có mạch trong họ Thelypteridaceae. Loài này được (Thunb.) C.V. Morton miêu tả khoa học đầu tiên năm 1967.